# پاشیر
پاشیر، جایگاه برداشت آب است. در آب‌انبارهای شهری اتاقی است کوچک، چسبیده به خزانه (در دل زمین) که با پلکان به آن راه می‌یابند. کف پاشیر کمی بالاتر از کف خزانه است. در دیوار میان خزانه و پاشیر، شیر بزرگ برنجی آب به خزانه پیوسته‌است که از آن آب برمی‌دارند. این شیر کمی بالاتر از کف خزانه در دیوار کار گذاشته می‌شود، برای اینکه گل و لای ته‌نشین شده در خزانه بدان راه نداشته باشد.
در آب انبارهای شهری گاه دو یا سه شیر در دیوار کار گذاشته می‌شد. برای اینکه مردم بتوانند زودتر آب بردارند. گاه سکوهایی برای آسودن در پاشیر ساخته می‌شد که مردم به هنگام گرما از آن بهره می‌بردند. در کاشان نمونه‌ای هست که برای خنک کردن خانه کنار آب انبار، از پاشیر آب انبار سوراخی به خانه باز کرده‌اند. برخی از آب انبارها دارای دو شیر هستند که هر کدام پلکان ویژه خود را دارند.